# Karen Rhea
Karen Rhea é uma educadora matemática estadunidense, Collegiate Lecturer Emerita no departamento de matemática da Universidade de Michigan. Antes de fazer parte do corpo docente da Universidade de Michigan pertenceu ao corpo docente da University of Southern Mississippi.

## Contribuições
Com Andrew M. Gleason, Deborah Hughes Hallett e outros, é co-autora de diversos livros-texto de cálculo produzidos pelo Harvard Calculus Consortium. É uma proponente da aula invertida (flipped classroom) para ensino de cálculo.

## Reconhecimento
Em 1998 a seção Louisiana–Mississippi da Mathematical Association of America concedeu a Karen Rhea o Award for Distinguished College or University Teaching of Mathematics. Em 2011 Karen Rhea ganhou o Prêmio Haimo, o maior prêmio de ensino da Mathematical Association of America. A citação do prêmio creditou seu trabalho em Michigan dirigindo a sequência anual de cálculo de 4.500 alunos e preparando instrutores para a sequência, bem como seu trabalho em educação de nível nacional no Harvard Calculus Consortium.
Em homenagem a ela, o departamento de matemática da Universidade de Michigan oferece um prêmio anual, o Karen Rhea Excellence in Teaching Award, pelo desempenho excepcional de seus alunos instrutores graduados.